# Punkterad glansguldstekel
Punkterad glansguldstekel (Omalus puncticollis) är en stekelart som beskrevs av Alexander Mocsáry 1887.

## Taxonomi
Punkterad glansguldstekel ingår i släktet glansguldsteklar (Omalus) och familjen guldsteklar.

## Utseende
Punkterad glansguldstekel är 3-6 mm lång. Den kan lätt blandas ihop med grön glansguldstekel (Omalus aeneus).

## Ekologi
Arten förekommer i skogsgläntor och skogskanter och framträder främst under högsommaren, juni till augusti. Likt andra guldsteklar är den en kleptoparasit och dess värdarter är Passaloecus gracilis, Passaloecus eremita, Passaloecus corniger och Passaloecus turionum.

## Utbredning
Arten är sällsynt och har ett bekräftat utbredningsområde i Norge och Sverige. Troligen finns den i andra delar av västra palearktiska regionen hela vägen till Nordafrika och Turkiet.